# Batalla de Voznesensk
La batalla de Voznesensk fue un enfrentamiento militar que ocurrió como parte de la ofensiva de Ucrania meridional durante la invasión rusa de Ucrania de 2022 a principios de marzo.
La ciudad de Voznesensk, al noroeste de Mikolaiv, fue descrita como un área clave alrededor del río Bug Meridional y la defensa de la planta de energía nuclear vecina.

## Primer asalto ruso
Durante los empujes simultáneos en Energodar y más tarde Mikolaiv, elementos de la 126° Brigada Naval de Rusia hicieron un avance hacia la ciudad de Voznesensk. Estaba ubicado al noroeste de Mikolaiv, y ofrecía una ruta hacia la planta de energía nuclear vecina. Para prepararse para el compromiso, el alcalde de la ciudad, Yevheni Velichko, organizó numerosos bloqueos de carreteras con la ayuda de empresarios locales en un esfuerzo por negar puntos de entrada a las fuerzas rusas. Los ucranianos luego procedieron a volar un puente en un esfuerzo continuo por limitar la capacidad operativa de la columna blindada rusa.
El asalto comenzó con ataques con misiles y bombardeos que dañaron varios edificios hacia el centro de la ciudad. Se afirma que la fuerza rusa contaba con alrededor de 400 hombres, con un estimado de 50 vehículos como parte de la columna. Los rusos solicitaron la ayuda de algunos residentes locales para ayudarlos a navegar a través de la ciudad, y establecieron una base en una gasolinera en las afueras de la ciudad. A medida que descendía la noche, los rusos hicieron ligeros empujones, abrieron fuego y se retiraron para evitar el fuego. Los ucranianos bombardearon sus posiciones y atacaron directamente objetivos rusos. Los rusos comenzaron a huir, abandonando grandes cantidades de equipo. En general, 30 vehículos, incluidos tanques, fueron dejados atrás por las fuerzas rusas que huyeron 40 millas (64 km) hacia el sureste.

## Segundo asalto ruso
Las fuerzas rusas llevaron a cabo otro ataque contra Voznesensk el 9 de marzo de 2022. Las fuerzas ucranianas inicialmente pusieron una defensa cerca del puente destruido. Los combates continuaron hasta el día siguiente y el ejército ruso finalmente logró capturar la ciudad a última hora de la noche. Las tropas rusas saquearon casas locales. Sin embargo, las fuerzas ucranianas recapturaron Voznesensk tres días después.
Las fuerzas ucranianas locales continuaron fortificando la ciudad después del segundo asalto, creyendo que las fuerzas rusas continuarían sus ataques.